# Soad Hosni
Soad Mohammed Kamal Hosni (arabisch سعاد محمد كمال حسني, DMG Suʿād Muḥammad Kamāl Ḥusnī; geboren 26. Januar 1943 in Kairo; gestorben 21. Juni 2001 in Westminster, Vereinigtes Königreich) war eine ägyptische Schauspielerin. Sie war eine der einflussreichsten Schauspielerinnen im Nahen Osten und der arabischen Welt. Zwischen 1959 und 1991 wirkte sie in mehr als 80 Filmen mit, von denen die meisten in den 1960er und 1970er Jahren entstanden. Neun dieser Filme werden zu den 100 besten Filmen der ägyptischen Filmgeschichte gezählt.

## Biographie

### Frühe Jahre und Familie
Soad Hosni wurde im Bulaq-Bezirk in Kairo als Tochter von Mohammad Hosni, einem bekannten Kalligraphen syrisch-kurdischer Abstammung, geboren. Soads Mutter Gawhara Mohamed Hassan Saffour war seine zweite Frau, eine Ägypterin syrischer Abstammung, deren Familie aus Homs stammte. Ihre Eltern ließen sich scheiden, und ihre Mutter heiratete erneut und bekam sechs weitere Kinder, so dass Soad 14 Halbgeschwister hatte. Laut Historical Dictionary of Middle Eastern Cinema wurde sie von ihrem Vater misshandelt und missbraucht und erhielt keine Ausbildung, bis sie 16 Jahre alt war.
Der Haushalt ihres Vaters in Chan el-Chalili war als „Haus der Künstler“ bekannt, da führende arabische Künstler es regelmäßig besuchten, um Unterricht zu nehmen und sich mit Hosni auszutauschen. Hosni schuf unter anderem Textrahmen für Stummfilme und Bucheinbände. Einige seiner Kinder wurden ebenfalls Künstler, wie etwa Soads Halbschwester, die Schauspielerin und Sängerin Najat Essaghira.

### Beruflicher Werdegang
Schon im Alter von drei Jahren trat Soad Hosni in der populären Fernsehsendung für Kinder Papa Sharo erstmals öffentlich auf. Ihr Filmdebüt gab sie 1959 im Alter von 16 Jahren in Hassan und Nayima (حسن و نعيمه), eine Romeo-und-Julia-Version im ländlichen Ägypten. Der Film wurde 1959 auf der Berlinale gezeigt. Allein 1960 drehte sie fünf Filme. In den folgenden Jahren spielte sie in Filmen mit den bekanntesten ägyptischen Filmstars wie Omar Sharif, Salah Zulfikar, Rushdy Abaza und Shoukry Sarhan und bestach durch ihre schauspielerische Bandbreite.
Eine von Hosnis bekanntesten Rollen war 1972 die einer Studentin in Hassan El-Imams Film Vorsicht vor ZouZou (خلي بالك من زوزو), die sich in ihren Professor verliebt und heimlich als Tänzerin arbeitet. 1964 spielte sie an der Seite von Nadia Lutfi in Mahmoud Zulfikars Nur für Männer (للرجال فقط) die Rolle eines Mädchens, das sich als Mann verkleidet, um bei einem Erdölförderungsprojekt mitarbeiten zu können; der Film war ein Kassenschlager. Hosni spielte die Hauptrolle in Zu jung für die Liebe (صغيرة على الحب) (1966) an der Seite von Rushdy Abaza. 1970 stand sie mit Salah Zulfikar und Rushdy Abaza in dem politischen Film Sonnenuntergang und Sonnenaufgang (غروب وشروق) von Kamal El Sheikh vor der Kamera: „Politisches Kino und trällernde Unterhaltung stehen bei Hosni direkt nebeneinander.“ Im Laufe ihrer Karriere wirkte sie auch in zwei Filmen von Youssef Chahine mit, einer davon war Diese Leute vom Nil (الناس والنيل). In Karnak (الكرنك), basierend auf einer Novelle von Nagib Mahfuz, spielte sie eine Studentin, die im Gefängnis von ägyptischen Sicherheitsbehörden gefoltert wird. Sie erhielt den Beinamen „Aschenputtel des arabischen Kinos“.
In den Filmen Shafika und Metwali (1979) mit Ahmed Zaki und Menschen auf dem Gipfel (1981) mit Nour El-Sherif verwandelte sie die Musiknummern in beißende Satiren, die den Unterdrückten eine Stimme gaben. In den 1960er und 70er Jahren spielte sie in den Filmen aller wichtigen ägyptischen Regisseure mit und verkörperte Frauen in komplexen Handlungen. In ihrer späteren Karriere spielte sie Frauen, die missbraucht oder misshandelt wurden. Wegen anhaltender gesundheitlicher Probleme, die aus einem Unfall bei Dreharbeiten für einen Zirkusfilm im Jahr 1979 resultierten, zog sie sich 1991 von der Schauspielerei zurück, nachdem sie mit ihrem Ex-Mann Ali Badakhan ihren letzten Film gedreht hatte.

### Privatleben
Soad Hosni war offiziell viermal verheiratet: Gerüchte besagen, dass sie in erster Ehe mit dem Schauspieler und Sänger Abdel Halim Hafez (1929–1977) heimlich und unregistriert verheiratet gewesen soll. Um 1968 war sie mit dem Kameramann Salah Kurayyem verheiratet; die Ehe dauerte etwa ein Jahr. Ab 1970 war sie elf Jahre lang mit dem  Filmregisseur Ali Badrakhan verheiratet. 1981 war sie fünf Monate lang mit dem Schauspieler und Regisseur Zaki Fatin Abdel Wahab verheiratet.
Ihr wurden immer wieder Liaisons mit verschiedenen Berühmtheiten nachgesagt. So wurde 1962 in der ägyptischen Presse kolportiert, dass sie den Schauspieler Salah Zulfikar, einen der berühmtesten männlichen Darsteller seines Landes, während der Dreharbeiten zu „Eine Verabredung am Turm“ (موعد فى البرج) geheiratet habe; dieser war allerdings schon verheiratet. Zulfikar, ein früherer Polizist, fand heraus, dass ein Beleuchter das Gerücht in die Welt gesetzt hatte, nachdem sich die vermeintlichen Eheleute bei den Dreharbeiten für den Film geküsst hatten.
In ihrer vierten und letzten Ehe war Soad Hosni ab 1987 bis zu ihrem Tod mit dem Drehbuchschreiber Maher Awad verheiratet.

### Tod
1997 zog Soad Hosni zu einer Freundin nach London, um dort ihre chronischen Rückenschmerzen behandeln zu lassen. 21. Juni 2001 starb sie im Alter von 58 Jahren nach dem Sturz von einem Balkon im sechsten Stock des Stuart Towers in Westminster, wenige Tage nachdem sie ein Krankenhaus verlassen hatte. Bei der Nachrichten von ihrem Tod unterbrach das ägyptische Fernsehen das Programm, und Staatspräsident Husni Mubarak kündigte an, sich persönlich um die Überführung zu kümmern. Da die Behörden zunächst keine Angaben zur Sturzursache machten, führte es zu Spekulationen zur Todesursache. Soad Hosnis Leiche wurde nach Kairo gebracht, und an ihrer Beerdigung nahmen über 10.000 Menschen teil. Sie wurde auf einem Familiengrundstück am Stadtrand von Kairo beigesetzt.
Die Frage, ob Hosni Suizid beging, einen Unfall hatte oder gar ermordet wurde, bewegt die arabische Öffentlichkeit weiterhin. 2017 veröffentlichte ihre Halbschwester Janjah Abdel Moneim ein Buch mit dem Titel Souad: The Hidden Secrets of the Crime, in dem sie angibt, Soad Hosni habe in den 1960er Jahren Kontakte zum ägyptischen Geheimdienst gehabe. Sie sei ermordet worden, da sie geplant habe, ihre Autobiographie zu schreiben. Da bekannt war, dass es zwischen Hosni und ihrer Familie Unstimmigkeiten gegeben hatte, wurden ihre Darstellungen allgemein angezweifelt.
Der Autor Gamal al-Ghitani sagte über sie: „Sie ist ein Symbol für die Tage von Energie und Lebenskraft, und diese Tage sind nun vorbei.“
Sie sei, so heißt es in einem späten Nachruf aus dem Jahr 2024, „schön, talentiert, geheimnisvoll und charismatisch“ gewesen und habe diese Eigenschaften mühelos durch nuancierte Darstellungen auf der Leinwand vermittelt.

## Ehrungen und Rezeption
Im Laufe ihrer Karriere erhielt Soad Hosny zahlreiche Auszeichnungen, darunter fünf Preise des ägyptischen Kulturministeriums, den Preis für die beste Schauspielerin des Nationalen Filmfestivals, des Alexandria-Filmfestivals, des Medienministeriums und fünf Preise für die beste Schauspielerin des Verbands des ägyptischen Kinos und weitere. 1979 verlieh ihr Präsident Anwar as-Sadat den Preis für ihr Lebenswerk.
2013 produzierte die libanesische Filmemachern Rania Stephan einen Kompilationsfilm mit dem Titel Les trois disparitions de Soad Hosni – The Three Disappearances of Soad Hosni, eine Zusammenstellung aus mehr als 60 VHS-Mitschnitten von Spielfilmen, in denen Hosni aufgetreten war. Der Film sei nicht nur nicht nur „eine Beschwörung des Goldenen Zeitalters des ägyptischen Kinos“. Vielmehr werde die besondere Rolle Hosnis als Frau, Künstlerin und tragischer Star in der arabischen Welt in einer Weise deutlich, wie es nur das Kino darzustellen vermöge, so das Deutsche Historische Museum in der Ankündigung einer Vorführung im dortigen Zeughauskino.
Am 26. Januar 2022 ehrte Google die „Egyptian Cinderella“, die an diesem Tag 79 Jahre alt geworden wäre, mit einem Doodle.